# 더 패스워드 게임
더 패스워드 게임(The Password Game)은 닐 아가왈(Neal Agarwal)이 개발한 2023년 퍼즐 브라우저 게임으로, 플레이어는 점점 더 이상해지고 복잡해지는 규칙에 따라 비밀번호를 생성한다. 아가왈의 비밀번호 정책 경험을 바탕으로 이 게임은 두 달 만에 개발되어 2023년 6월 27일에 출시되었다. 인기 온라인 게임이 되었으며 게임 플레이의 부조리함과 비밀번호 생성에 대한 사용자 경험에 대한 논평으로 언론에서 인정을 받았다.

## 게임플레이

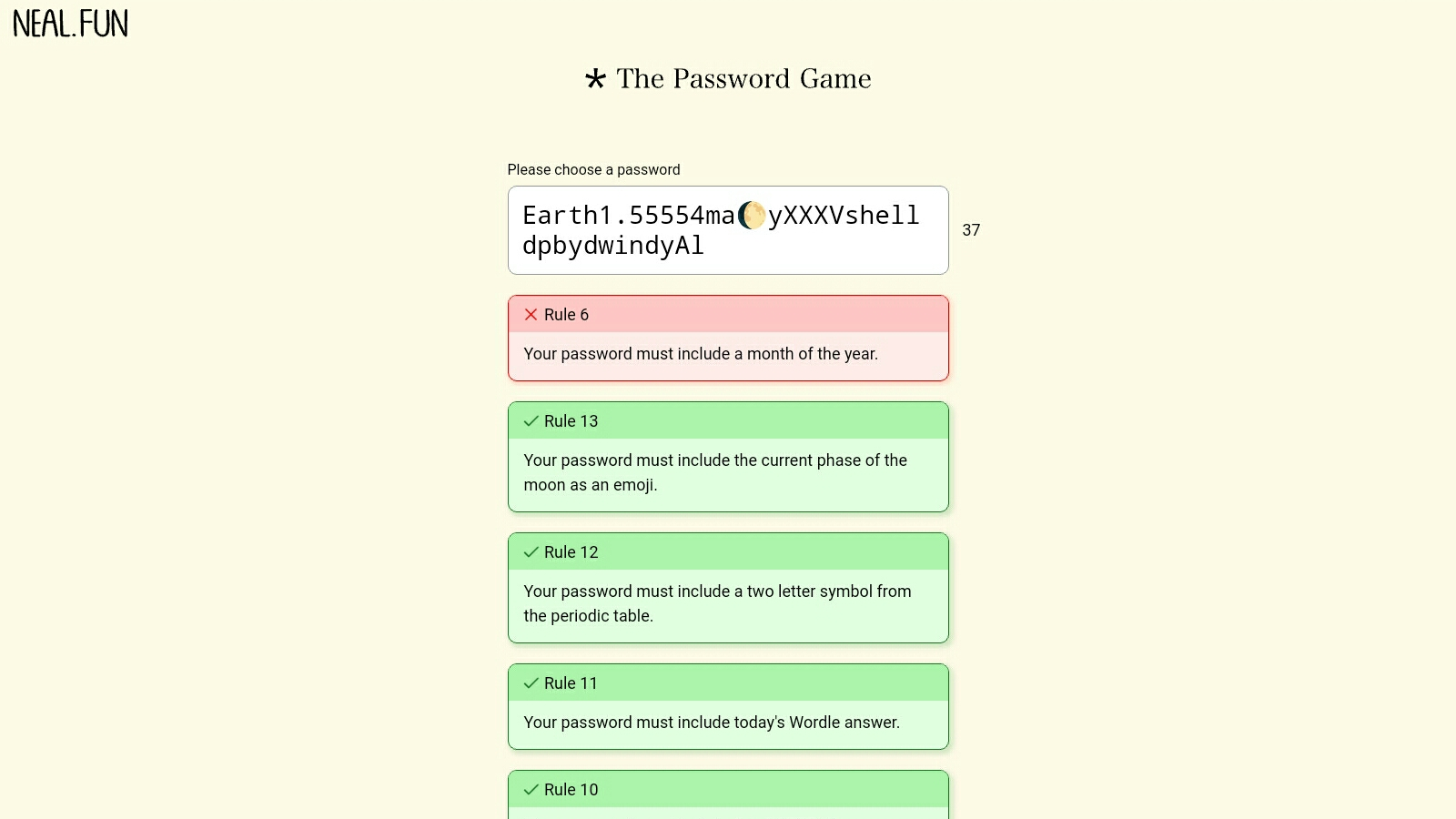
플레이어는 서로 충돌할 수 있는 엄격한 규칙을 따라야 하며 때로는 GeoGuessr, 워들 및 체스와 같은 다른 게임을 플레이하도록 요구한다. 이 스크린샷에는 달 이모티콘이 포함되어 규칙 13을 충족한다. 그러나 "may"라는 단어를 분리하여 규칙 6을 위반한다.

더 패스워드 게임(The Password Game)은 웹 기반 퍼즐 비디오 게임이다. 플레이어는 입력 상자에 비밀번호를 입력해야 한다. 이 게임에는 비밀번호가 따라야 하는 총 35가지 규칙이 있으며 특정 순서로 나타난다. 플레이어가 첫 번째 규칙을 준수하기 위해 비밀번호를 변경하면 두 번째 규칙이 나타나는 식이다. 각각의 추가 규칙에 대해 플레이어는 이전 규칙을 모두 따라야 진행하며, 이로 인해 충돌이 발생할 수 있다. 35가지 규칙이 모두 충족되면 플레이어는 이를 최종 비밀번호로 확인한 후 2분 동안 비밀번호를 다시 입력하지 않으면 게임이 종료된다.
초기 요구 사항에는 최소 문자 설정이나 숫자, 대문자 또는 특수 문자 포함이 포함되어 있지만 규칙은 점차 더 특이하고 복잡해진다. 여기에는 곱하기 위해 문자열에 로마 숫자를 포함하는 관리, 플레이어가 임의의 구글 스트리트 뷰 이미지에서 추측해야 하는 국가 이름 추가(GeoGuessr 문서 참고), 그날의 워들 답변 삽입, 가장 좋은 수를 입력하는 작업, 대수 표기법을 사용하여 생성된 체스 위치, 무작위로 생성된 길이의 유튜브 동영상 URL 삽입, 굵은 글꼴, 기울임꼴, 글꼴 유형 및 텍스트 크기 조정이 포함될 수 있다.
다른 게임 규칙에는 비밀번호에 이모티콘이 포함된다. 그 시점의 달의 위상을 나타내는 이모티콘을 포함할 것을 요구하는 사람도 있다. 다른 두 가지 규칙으로 인해 플레이어는 폴(Paul)이라는 이름의 달걀 이모티콘을 삽입해야 하며, 일단 부화하면 닭 이모티콘으로 대체된다. 그런 다음 플레이어는 시간이 지남에 따라 보충되어야 하는 애벌레 이모티콘을 사용하여 계속 먹이를 주어야 한다. 굶주리거나 플레이어가 너무 많이 먹이거나 폴 이모티콘이 어떤 식으로든 삭제되면 게임이 종료된다. 이후 검은색 배경 위에 빨간색 텍스트가 나타나며 다크 소울 액션 롤플레잉 게임 시리즈의 죽음 화면 특성을 나타낸다. 게임 중 어느 시점에서 계란을 포함한 문자를 제거해야 하는 불꽃으로 대체하여 비밀번호를 통해 퍼지는 불꽃 이모티콘이 나타난다.